# João Baptista Villela
João Baptista Villela (Ituiutaba, 24 de junho de 1936 - Belo Horizonte, 16 de novembro de 2021) foi um jurista brasileiro que atuou no campo do direito privado.
Graduou-se em Direito pela Universidade Federal de Minas Gerais (UFMG) em 1959, onde realizou também seu doutorado, tendo apresentado a tese Da Compensabilidade no Concurso Falencial: Ensaio de Contribuição à Tutela dos Créditos (1963). Desenvolveu estudos em nível de pós-doutorado na Universidade de Bonn, Alemanha (1970-1972).
Tendo ingressado no magistério superior como livre docente na Faculdade de Direito da UFMG (1965), alçou-se à posição de titular da área de Direito Civil com a tese Liberdade 'versus' Autoridade no Estatuto Patrimonial do Casamento (1985). Depois de se aposentar compulsoriamente na carreira docente (2006), tornou-se professor emérito da Instituição, onde seguiu a dirigir o Centro de Estudos em Direito Privado.
Foi professor visitante na Universidade de Münster, Alemanha (1995-1996), na Universidade de Lisboa (2000-2001) e na Universidade de Salamanca (2003-2004).
Participou de várias organizações brasileiras, estrangeiras e internacionais na área jurídica. Foi membro do Conselho Editorial da Revista da Faculdade de Direito da Universidade de São Paulo (USP) e do Conselho Científico da publicação periódica Deutsches und Europäisches Familienrecht. Integrou grupo de expertos do International Institute for the Unification of Private Law - UNIDROIT, sediado em Roma. Dirigiu a coleção Qualitas, da Editora Del Rey, projeto editorial comprometido com a excelência dos textos jurídicos de caráter acadêmico. É também o responsável pela edição em língua portuguesa das versões oficiais dos Unidroit Principles of International Commercial Contracts (2004).
Tem inúmeros trabalhos editados no Brasil e no exterior, entre eles o pioneiro e seminal artigo Desbiologização da Paternidade, publicado no Brasil pela Revista da Faculdade de Direito da UFMG (1979), e uma introdução ao novo Código Civil brasileiro, publicada na Alemanha (2004).
Exerceu a orientação acadêmica de vários mestres e doutores, ao longo das últimas décadas, junto ao Programa de Pós-Graduação em Direito da UFMG.  
Foi agraciado com os prêmios Milton Campos (1976) e Rui Barbosa (1981), pela Ordem dos Advogados do Brasil, seccional Minas Gerais.  
É irmão do escritor Luiz Vilela.